# Accidente aéreo del Agusta A109S
El accidente aéreo del Agusta A109S Grand, propiedad de la empresa Servicios Aéreos del Altiplano (SAASA), ocurrió el 24 de diciembre de 2018, cuando un helicóptero matrícula XA-BON se desplomó en las inmediaciones de la zona conocida como Cerro de la Chimenea del Chacuaco, en el municipio de Coronango en el estado de Puebla, en México, a tres millas aeronáuticas (5.55 km) del aeropuerto internacional del estado. Autoridades mexicanas confirmaron que en el mismo murieron la gobernadora poblana en funciones, Martha Érika Alonso, y su esposo, Rafael Moreno Valle Rosas, exgobernador del mismo estado.
Según el informe final del accidente el mismo se produjo cuando los pilotos perdieron el control del helicóptero debido a un «alabeo repentino de la aeronave hacia la izquierda», lo que provocó que se precipitara al terreno. Los factores que contribuyeron al mismo fueron una falta de mantenimiento en la aeronave por la empresa Rotor Flight Services que lo proveía a SAASA, la operadora del helicóptero; una falta de entrenamiento de cultura de seguridad operacional por parte de SAASA, la insistencia en la operación de la aeronave por una alta demanda de uso de la misma a pesar de existir un reporte sobre una pieza de vuelo que funcionaba de manera intermitente así como la falta de supervisión por parte de la Autoridad de Aviación Civil en el cumplimiento del debido mantenimiento del helicóptero.

## Contexto
La elección de Martha Erika Alonso como gobernadora de Puebla ocurrió en las elecciones estatales de Puebla de 2018, en las que contendió por la coalición Por Puebla al Frente, de los partidos Acción Nacional (PAN), de la Revolución Democrática (PRD) y Movimiento Ciudadano. Luego de una elección cerrada frente al candidato Miguel Barbosa Huerta, de la coalición Juntos Haremos Historia, integrada por el Movimiento de Regeneración Nacional y los partidos del Trabajo y Encuentro Social.
Representantes de este grupo presentaron ante las autoridades electorales un recurso de inconformidad por supuestas irregularidades en la elección y llamaron a su anulación. El proyecto de votación del magistrado electoral José Luis Vargas Valdez se manifestaba a favor de anular la elección completa, dado que se argumentaban diversas irregularidades antes y durante el día de la elección, así como una presunta irregularidad en la cadena de custodia, es decir, probablemente hubo una manipulación de las boletas electorales posterior a la votación, cuando se encontraba la impugnación en marcha.
La Sala Superior del Tribunal Electoral del Poder Judicial de la Federación falló a favor de la candidata Martha Érika Alonso, al considerar que dichas irregularidades no afectaron el cómputo final de la elección el 9 de diciembre del 2018, por lo cual Alonso se encontraba apenas a 10 días de fungir como gobernadora.
Por su parte, Rafael Moreno Valle Rosas, cónyuge de la hasta entonces gobernadora, fue gobernador del estado de Puebla en el periodo 2011-2017, y en el momento del percance se desempeñaba como senador. Moreno Valle habría querido ser aspirante a la presidencia de México por el PAN, y en el 2016 habría usado el mismo helicóptero accidentado para hacer proselitismo con este fin, viajando al estado de Guerrero. El semanario Proceso indicó que dicho viaje se realizó en medio de malas condiciones climáticas que azotaban al sur del país.
Durante su administración, hubo polémicas relacionadas con la compra y el uso de helicópteros de marca Agusta, uno modelo Grand año 2010 —del mismo modelo del accidentado— matrícula XC-LMO y otro Koala, del año 2011. A solicitud del medio de comunicación Intolerancia Diario, el gobierno entregó un listado de cuatro helicópteros Bell, sin mencionar los recién adquiridos Agusta. Ante la presión mediática, el gobierno admitió que había comprado los dos Agusta, argumentando que fueron comprados dada la alta incidencia de fenómenos meteorológicos en el estado y la necesidad de responder rápidamente ante ellos. A petición de los medios de comunicación de revelar las facturas de ambas aeronaves, la oficina de transparencia del estado negó la información, argumentando que el hacerlo podría revelar información sensible, como patrones de vuelo de las mismas. En el 2016, empresarios del Consejo de Organismos Empresariales de Puebla habrían acusado al entonces gobernador Moreno de utilizar hasta tres veces al día una de las aeronaves.
La relación entre la empresa Servicios Aéreos del Altiplano y el gobierno de Puebla inició con la gestión de Moreno Valle, continuó con la gestión de Antonio Gali Fayad y al parecer continuaba con el nuevo gobierno de Alonso. Pertenecía a los hermanos Rafael Torre Mendoza y José Antonio Torre Mendoza, empresarios del ramo textilero. El 7 de diciembre del 2018 el piloto del helicóptero, Roberto Cope Obregón, quien era servidor público y fungía como director de Servicios Logísticos de Apoyo al Ejecutivo en el Gobierno del Estado de Puebla hasta la gestión que terminó en 2018, uno de los accionistas de la empresa, Rafael Torres y otros servidores entregaron al todavía gobernador Antonio Gali un certificado de aprobación del Sistema de Gestión de la Seguridad Operacional Aérea. El helicóptero pertenecía a la empresa Servicios Aéreos del Altiplano, S.A. de C.V. (SAASA), y tenía permiso otorgado el 21 de septiembre del 2018, con vencimiento al 19 de septiembre de 2020. 
El 13 de diciembre de 2018 los técnicos de mantenimiento de Rotor Flight Services reportaron un reporte verbal por parte de la tripulación del XE-BON de que la aeronave había sufrido un «cambio repentino de rumbo». Existen registros de una falla parecida en años anteriores. Dichos técnicos encontraron la causa del cambio en una falla en un componente, el sistema lineal de alabeo del Sistema de Aumento de la Estabilidad número 2 (SAS2), mismo que forma parte de la llamada Lista de Equipo Mínimo (MEL) necesario para un vuelo seguro. Para el 17 de diciembre la aeronave había excedido el tiempo que indican los estándares para ser reemplazada. Aún con el conocimiento de la falla en el sistema lineal de alabeo, entre otras razones por la presión por alta demanda de vuelos de los clientes de la empresa, la tripulación de SAASA decidió realizar el vuelo el 24 de diciembre de 2018.
Los pilotos eran experimentados y según el informe final contaban tanto con la capacitación debida para volar la aeronave como con las debidas certificaciones de seguridad y buen estado físico y emocional al momento de ocurrir el accidente.

## Accidente
La aeronave Agusta A109S despegó de un helipuerto de un edificio en el Triángulo de las Ánimas con dirección al helipuerto denominado Capital o Radio Capital, en la alcaldía Miguel Hidalgo, en la Ciudad de México. El helicóptero aterrizó en el domicilio del empresario José Chedraui y volvió a despegar del mismo con rumbo a la capital mexicana. La última comunicación entre el helicóptero y la torre de control ocurrió a las 14:35:40 (20:35:40 GMT) en tanto a las 14:39 la torre habría intentado comunicarse sin obtener respuesta. Se vivió un «alabeo (un movimiento del una rotación respecto del eje longitudinal) repentino de la aeronave hacia la izquierda», lo que provocó que los pilotos perdieran el control de la aeronave y su precipitación al terreno de manera invertida con una inclinación de 60 grados.
La torre de control del aeropuerto de Puebla envió once intentos de comunicación a la cabina del piloto sin respuesta, por lo cual se emitió una alerta para la búsqueda de la aeronave.
Cuerpos de emergencia se movilizaron al sitio del accidente y elementos del Ejército mexicano resguardaron el perímetro del accidente para dar paso a la realización de las investigaciones. Todas las víctimas fallecieron por múltiples traumatismos y contusiones debido al grado de fuerza con el que la aeronave se impactó con el terreno. Sus restos mortales llegaron al Servicio Médico Forense aproximadamente a las 10 de la noche del 24 de diciembre. Los restos de Alonso y Moreno salieron rumbo a una funeraria local a las 9 de la mañana.
En punto de las 15:30 del 25 de diciembre, se realizó en la Plaza de la Victoria de la capital poblana, un homenaje con los restos de Alonso y Moreno, con la presencia de familiares, amigos y simpatizantes partidistas.

## Víctimas
- Martha Érika Alonso Hidalgo, gobernadora del estado de Puebla
- Rafael Moreno Valle Rosas, exgobernador del estado de Puebla y senador del Congreso de la Unión de México
- Roberto Cope Obregón, capitán de la aeronave
- Marco Antonio Tavera Romero, primer oficial
- Héctor Baltazar Mendoza, asistente del senador Moreno Valle

## Investigaciones
El secretario de Comunicaciones y Transportes del gobierno mexicano, Javier Jiménez Espriú, anunció que investigadores de la Dirección General de Aeronáutica Civil trabajan en el sitio de los hechos para investigar las causas del accidente. Maximiliano Cortázar, encargado de Comunicación Social del Gobierno del Estado de Puebla, anunció que se buscará una investigación por una entidad internacional. Alfonso Durazo, secretario de Seguridad Pública y Protección Ciudadana, confirmó que la Oficina Federal de Investigación (FBI) participaría en las investigaciones.
El 28 de diciembre de 2018, autoridades dieron a conocer más detalles sobre el accidente. La Marina Armada de México descartó que hubiera restos de explosivos en el terreno. Se informó, además, que se encontraba en resguardo la caja negra donde habría un registro de datos como revoluciones de los motores de la aeronave, la temperatura, los posibles anuncios de advertencia y la posición en vuelo.
El 27 de febrero de 2019, el periódico Milenio Televisión publicó un reportaje en el que la Dirección General de Aeronáutica Civil respondió una petición de transparencia negando la publicación de los audios de comunicación entre la torre de control y la aeronave por cinco años. El 28 de febrero de 2019, Martha Hidalgo, madre de Martha Érika Alonso, publicó una carta abierta en donde cuestionó severamente al gobierno la decisión de reservar los datos.
Debido a la polémica, el 28 de febrero de 2019, el secretario Javier Jiménez Espriú y el subsecretario de SCT Carlos Morán informaron que la reserva ocurre comúnmente por normas internacionales del Anexo 13 de la Organización de Aviación Civil Internacional reservan por cinco años los materiales que están involucrados en una investigación de esta naturaleza en ese plazo. Dada la relevancia del tema y al no obstaculizar las investigaciones, las autoridades decidieron desincorporar del expediente de investigación el audio de quince minutos de comunicación entre la torre de control del aeropuerto de Puebla (en siglas TWR-PBC) y la aeronave XE-BON:
| Hora (GMT) | Hora Puebla | Emisor            | Transcripción |
| ---------- | ----------- | ----------------- | --- |
| 20:34:17   | 14:34:17    | XA-BON            | Torre Puebla buen día del Extra Alfa Bravo Oscar Noviembre saliendo del Triángulo por l, eh, Radio Capital en la Ciudad de México.                       |
| 20:34:35   | 14:34:35    | TWR-PBC           | Bravo Óscar Noviembre treinta veintisiete llamar a dos millas antes para cruzar la estación                                                              |
| 20:35:05   | 14:35:05    | (no identificado) | Torre |
| 20:35:16   | 14:35:16    | TWR-PBC           | Bravo Óscar Noviembre ¿me copió? |
| 20:35:20   | 14:35:20    | XA-BON            | Perdón, es que reencendimos el radio. Eh, no, no te copié, ahora nos encontramos, eh, a seis punto seis millas del aeropuerto y vamos por Radio Capital. |
| 20:35:36   | 14:35:36    | TWR-PBC           | Bravo Óscar Noviembre con treinta y siete QNH sin tráfico llame cruzando la estación.                                                                    |
| 20:35:40   | 14:35:40    | XA-BON            | Treinta veintisiete sin tráfico, te llamamos cruzando la estación el Bravo Óscar Noviembre.                                                              |
| 20:39:29   | 14:39:29    | TWR-PBC           | Bravo Óscar Noviembre ¿ya pasó la estación? |
| 20:39:49   | 14:39:49    | TWR-PBC           | Bravo Óscar Noviembre de torre |
| 20:40:08   | 14:40:08    | TWR-PBC           | Bravo Óscar Noviembre de torre |
| 20:40:54   | 14:40:54    | TWR-PBC           | Bravo Óscar Noviembre de torre Puebla |
| 20:41:28   | 14:41:28    | TWR-PBC           | Bravo Óscar Noviembre de torre Puebla |
| 20:42:01   | 14:42:01    | TWR-PBC           | Bravo Óscar Noviembre de torre Puebla |
| 20:43:02   | 14:43:02    | TWR-PBC           | Bravo Óscar Noviembre de torre Puebla |
| 20:44:01   | 14:44:01    | TWR-PBC           | Bravo Óscar Noviembre de torre Puebla |
| 20:44:59   | 14:44:59    | TWR-PBC           | Bravo Óscar Noviembre de torre Puebla |
| 20:46:47   | 14:46:47    | TWR-PBC           | Bravo Óscar Noviembre de torre Puebla |
| 20:49:11   | 14:49:11    | TWR-PBC           | Bravo Óscar Noviembre de torre Puebla |

Las autoridades indicaron que no se cuenta con un registro en audio al interior de la cabina del helicóptero ya que, según las leyes vigentes, no es obligatorio.

### Informe final
El 27 de marzo de 2020 se dio a conocer el Informe Final sobre la investigación del accidente ocurrido al helicóptero marca Agusta A109S, matrícula XA-BON el 24/12/2018. Dicho informe contó con la asesoría del Colegio de Pilotos Aviadores de México y el Colegio de Ingenieros Mexicanos en Aeronáutica, así como la notificación a las empresas fabricante de los componentes del helicóptero, Leonardo Helicopters, a través de la Agencia di Sicurezza del Volo de Italia, la European Union Aviation Safety Agency y la Junta Nacional de Seguridad en el Transporte por contener piezas como tableros electrónicos de distintos orígenes nacionales.
La causa probable según el informe final fue:

Pérdida de control del helicóptero debido a un alabeo repentino hacia la izquierda, que no fue recuperado por el piloto al mando, provocando que el helicóptero se invirtiera en vuelo e impactara con esa configuración en terreno
Informe final...

Los factores que pudieron haber contribuido a la falla mecánica que provocó esta pérdida de control fueron:

#### Falta de mantenimiento en la aeronave
El 13 de diciembre la tripulación del XA-BON reportó que durante un vuelo el helicóptero habría sufrido un «cambio repentino» en la trayectoria del vuelo. La empresa Rotor Flight Services contaba con un registro de sus técnicos de mantenimiento que encontraron la falla en el actuador lineal de alabeo, a su vez integrado al Sistema de Aumento de la Estabilidad número 2 (SAS2), componente que integra una Lista de Equipo Mínimo (MEL) necesario para poder volar. El plazo para sustituir la pieza que fallaba intermitentemente expiró el 16 de diciembre y para el 24 de diciembre la aeronave no se encontraba en condiciones de volar según estándares de seguridad vigentes. También se encontró en los restos de la aeronave que dos tornillos de la placa electrónica de ese sistema se desprendieron, hecho que indica que de haber ocurrido un contacto de dichos tornillos con la placa puede provocar un «desplazamiento no comandada en la dirección de extensión del actuador lineal».

#### Presión de seguir operando pese a falla mecánica intermitente
El informe citó comunicaciones de la empresa de mantenimiento Rotor Flight Services sobre la insistencia de SAASA de proseguir operando pese al reporte de la falla intermitente y que el plazo de reemplazo ya había expirado:

Me comenta el cliente que si se lo quitan deja la máquina fuera de servicio y ahorita está con la agenda algo movida por eso no se puede parar o dejar fuera de servicio estos días, se está viendo el modo de como hacer para que no se quede fuera de servicio, te hago saber que conseguimos.
Rotor Flight Services, 19 de diciembre de 2018

El área de mantenimiento y la tripulación de SAASA sabían de la discrepancia 21/2018 que reportó Rotor Flight Services al momento del accidente.

#### Falta de supervisión por autoridades
La última verificación de la Autoridad Aeronáutica Civil al operador de la aeronave fue el 18 de agosto de 2016, por lo cual al momento del accidente se encontraba excedido el plazo en el que debió haber ocurrido dicha acción.

### Presuntos culpables
A consecuencia de la investigación, la Fiscalía General de la República ordenó la aprehensión de cuatro empleados de la empresa Rotor Flight Services, misma que ocurrió el 25 de diciembre de 2020. La empresa Servicios Aéreos del Altiplano recibió advertencia por parte de Rotor Flight Services que la aeronave debería dejar de volar el 16 de diciembre para su mantenimiento, sin embargo Servicios Aéreos del Altiplano siguió rentando la aeronave y no se ha procesado como responsable.

#### Intoxicación del piloto
Un artículo de la revista Proceso publicado el 15 de junio de 2021, reveló que la autopsia realizada al piloto Roberto Coppe Obregón indicaba que éste tenía una intoxicación del 30% de monóxido de carbono en su sangre, en el momento del accidente. La defensa legal del mecánico acusado por negligencia, Ricardo Montiel, dio a conocer esta información como un elemento que había sido omitido por el peritaje realizado por la SCT. Ninguna de las otras personas fallecidas durante el percance presentaba intoxicación.

#### Peritaje final
El 16 de febrero de 2024, el fiscal Gilberto Higuera Bernal, que el accidente fue causa por una falla mecánica.

## Reacciones
Autoridades federales y locales reaccionaron al accidente inmediatamente. El presidente Andrés Manuel López Obrador, a través de su cuenta de Twitter, confirmó el accidente y ordenó una investigación:

Estoy recibiendo información de un accidente en Puebla por desplome de un helicóptero. Por confirmar que iban la gobernadora Martha Erika Alonso y el exgobernador Rafael Moreno Valle. He ordenado a todo el gobierno actuar de inmediato.
Andrés Manuel López Obrador

El presidente del Partido Acción Nacional, Marko Cortés, confirmó el accidente en su cuenta de Twitter. Más tarde, exigió en un comunicado que se hiciera una investigación seria y transparente.